# Smrt oklopne brigade
Smrt oklopne brigade knjiga je hrvatskog vojnog povjesničara Davora Marijana.
Knjiga je, prema mišljenju kritičara, najdetaljnija i najozbiljnija pristupačna studija o tome razdoblju rata.
Autor radi na projektu Domovinskog rata na Hrvatskom institutu za povijest, a prije dolaska na Institut šest je godina radio u Vojnom arhivu MORH-a, kao i u arhivu HIS-a, te je uspio prikupiti i dokumente iz privatnih izvora (uključujući i one sa srpske strane).
Djelo je razdijeljeno u 5 poglavlja, s uvodnim polazištima, te prilozima, kraticama, izvorima i literaturom. Knjiga je dobro opremljena popisom literature (uključujući sve upletene strane, pa i one inozemne), kao i zemljovidima i faksimilima dokumenata. Marijanova je studija do sada najozbiljniji prikaz rata u Hrvatskoj i Bosni i Hercegovini u početnoj fazi.